# Horst Zimmermann (Gewerkschafter)
Horst Zimmermann (* 6. Mai 1936 in Grottkau, Oberschlesien) ist ein ehemaliger deutscher FDGB- und SED-Funktionär. Er war Vorsitzender des Zentralvorstandes der Gewerkschaft Land, Nahrungsgüter und Forst.

## Leben
Zimmermann, Sohn eines Bergarbeiter, besuchte die Volksschule und später die Oberschule in Zittau, die er 1954 mit dem Abitur verließ. Von 1954 bis 1955 studierte er an der Humboldt-Universität zu Berlin Finanzökonomie. Er wechselte jedoch das Studienfach und studierte von 1955 bis 1957 Landwirtschaft an der Fachschule für Landwirtschaft in Zittau. Dort legte er das Staatsexamen als staatlich geprüfter Landwirt ab. 
Im Oktober 1956 wurde Zimmermann an der Fachschule als Kandidat in die Sozialistische Einheitspartei Deutschlands (SED) aufgenommen und wurde Mitglied des FDGB. 1957 begann er als Agronom in der Maschinen-Traktoren-Station Rerik (Kreis Bad Doberan). Er wechselte noch im selben Jahr zur Landwirtschaftlichen Produktionsgenossenschaft (LPG) Rerik. In der LPG war er bis 1960 als Viehzuchtbrigadier tätig. 1959 wurde er Mitglied der SED und war Sekretär der Betriebsparteiorganisation der LPG. 
Von 1960 bis 1963 war Zimmermann politischer Mitarbeiter der Kreisleitung Bad Doberan der SED. 1963 wurde er zum Studium an die Hochschule für Landwirtschaft nach Bernburg (Saale) delegiert. Sein Studium schloss er 1965 als Diplom-Agrarökonom ab. Nach dem Studium arbeitete Zimmermann bis 1975 bei der Bezirksleitung der Rostock der SED. Er war dort von 1965 bis 1967 zunächst politischer Mitarbeiter, dann von 1967 bis 1969 Sektorenleiter und von 1969 bis 1975 persönlicher Mitarbeiter von Harry Tisch, dem Ersten Sekretär der Bezirksleitung der SED. Zwischen 1969 und 1971 absolvierte er ein Zusatzstudium der Pädagogik an der Universität Rostock. 
An der Seite von Harry Tisch, der am 28. April 1975 zum Vorsitzenden des Bundesvorstandes des FDGB gewählt worden war, ging er nach Berlin. Zimmermann war ab dem 1. Mai 1975 dessen persönlicher Mitarbeiter. 
Auf Empfehlung des Sekretariats des Bundesvorstandes des FDGB wurde Zimmermann auf der 14. Tagung des Zentralvorstandes der Gewerkschaft Land, Nahrungsgüter und Forst am 11. September 1981 in den Zentralvorstand kooptiert und zum Stellvertreter des Vorsitzenden gewählt. Mit dem Erreichen des Rentenalters von Fritz Müller, Vorsitzender von 1962 bis 1984, wählte der Zentralvorstand Zimmermann am 26. April 1984 zum Vorsitzenden der Gewerkschaft Land, Nahrungsgüter und Forst der DDR. Diese Funktion hatte Zimmermann bis 1989 inne. Vom 4. Juni 1984 (Kooptierung auf der 7. Tagung des Bundesvorstandes) bis 1989 war er zudem Mitglied des Bundesvorstandes des FDGB.